# Larry Collins
John Lawrence Collins Jr., más conocido como Larry Collins (West Hartford, Connecticut, 14 de septiembre de 1929 - Frejus, Francia, 20 de junio de 2005) fue un escritor y periodista estadounidense. 

## Biografía
Cursó brillantemente sus estudios en la Universidad Yale, para instalarse después en Europa en 1954, donde dirigió la agencia United Press International en Roma, Beirut y París. Entre 1961 y 1965 dirigió la corresponsalía parisiense del semanario Newsweek y fue entonces cuando comenzó su colaboración con Dominique Lapierre, con quien escribió ¿Arde París? (1964).
Su encuentro y amistad con Dominique Lapierre, al que conoció durante el servicio militar en el Cuartel General Supremo de las Potencias Aliadas en Europa, les llevaría a fundar una fructífera sociedad literaria que les dio fama y dinero, con lo que se apartó provisionalmente del periodismo para lanzarse a grandes investigaciones que desembocarían en algunos de los mayores éxitos literarios de los últimos cuarenta años. Estuvo casado y fue padre de dos hijos. Falleció a los 75 años a causa de una hemorragia cerebral.
En su adaptación para la televisión, su best seller Juego mortal fue seguido por cincuenta millones de telespectadores en todo el mundo.[cita requerida].

## Obras

### Novelas
- El quinto jinete (Le Cinquième Cavalier) (1980), con Dominique Lapierre
- Juego mortal (Fortitude) (1985)
- Laberinto (Dédale) (1989)
- Águilas negras (Les aigles noirs) (1993)
- El futuro es nuestro (Demain est à nous) (1998)
- El camino hacia Armagedón (The Road to Armageddon) (2003)
- ¿Arde Nueva York? (New York brûle-t-il?) (2004), con Dominique Lapierre

### No ficción
Biografías
- ...O llevarás luto por mí (...Ou tu porteras mon deuil) (1968), con Dominique Lapierre

Historia
- ¿Arde París? (Paris brûle-t-il?) (1965), con Dominique Lapierre
- Oh, Jerusalén (Ô Jérusalem) (1972), con Dominique Lapierre
- Esta noche la libertad (Cette nuit la liberté) (1975), con Dominique Lapierre
- Los secretos del Día D (Le Jour Du Miracle: D-Day Paris) (1994)

## Adaptaciones
- ¿Arde París? (1966), película dirigida por René Clément, basada en el libro ¿Arde París?
- Operación Fortaleza (1994), telefilme dirigido por Waris Hussein, basado en la novela Juego mortal
- El último virrey de la India (2017), película dirigida por Gurinder Chadha, basada en el libro Esta noche la libertad